# 俵好夫
俵 好夫（たわら よしお、1932年又は1933年 - 2024年2月13日）は、日本の物理学者、希土類磁石の研究者。長女は歌人の俵万智。

## 来歴
1957年大阪大学理学部物理学科卒、1959年東北大学大学院理学研究科修士課程修了、1967年「金属間化合物Fe5Ge3およびMn5Ge3の結晶磁気異方性の研究」で理学博士。1959年松下電器産業入社、1975年退職、デイトン大学客員研究員、1976年信越化学工業入社、1998年退職。磁性材料研究所所長、コーポレートリサーチセンター所長を歴任。
1999年大橋健共著『希土類永久磁石』（森北出版）を刊行、2007年日本磁気学会出版賞を受賞。俵が発明したサマリウムコバルト磁石は1970年から1980年ごろまで世界で一番強い磁石であったが、その後ネオジム磁石にその地位を譲った。
2024年2月13日、老衰のため宮城県仙台市の療養施設で死去。91歳没。

## 人物
回顧記「あさき夢みし」（日本磁気学会『まぐね』2011）の末尾には、娘の短歌が二首引用されている。
| 「 | 東北の博物館に刻まれし父の名前を見届けに行く 『サラダ記念日』 | 」 |

| 「 | ひところは「世界で一番強かった」父の磁石がうずくまる棚 同 | 」 |

## 参考
- 「あさき夢みし」（上記）
- http://bookweb.kinokuniya.co.jp/htm/4627736290.html